# Perry Sport

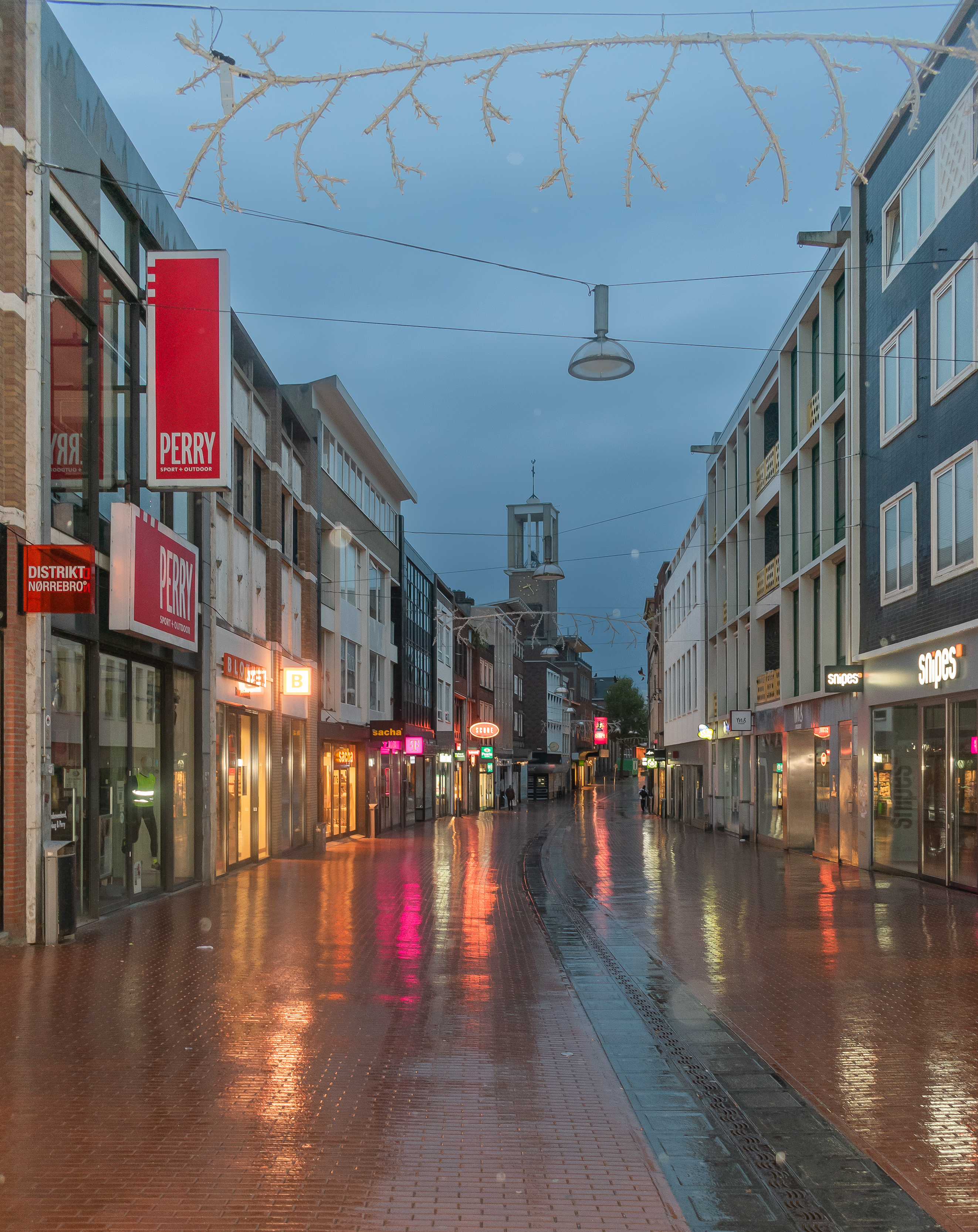
Filiaal van Perry Sport in de Broerstraat in Nijmegen in 2021.

Perry Sport B.V. was een Nederlandse sportwinkelketen. Op 6 december 2023 werd het moederbedrijf van Perry Sport, Aktiesport en Sprinter failliet verklaard en alle Nederlandse winkels werden gesloten.

## Geschiedenis
De geschiedenis van de keten gaat terug tot 1866, toen in Amsterdam het eerste Nederlandse filiaal van The English American Warehouse Perry & Co de deuren opende. Aan het einde van de 19e eeuw verzelfstandigde de Nederlandse tak, waarna het aanbod van sport- en vrijetijdsartikelen gestaag groeide.
In 1959 verkocht Willem Verster Perry & Co aan De Bijenkorf. In 1960 voegde De Bijenkorf Perry & Co samen met de sportwinkel van Leo van der Kar, en ging toen verder als Perry van der Kar. Uit enkele fusies van sportwarenhuizen en de overname van de winkels van Sporthuis Centrum ontstond in 1978 uiteindelijk Perry Sport.
Perry Sport kwam in handen van VendexKBB, maar werd in 2002 door een buy-out losgeweekt van haar moederbedrijf; Retail Network werd het nieuwe moederbedrijf. In 2006 kocht de Unlimited Sports Group (USG), onder andere eigenaar van Aktiesport, Perry Sport. In 2011 opende Perry Sport in verschillende vestigingen van Vroom & Dreesmann (V&D), zogenaamde shop-in-shops. In 2015 had Perry Sport ongeveer 70 vestigingen in Nederland. 
USG werd op 23 februari 2016 failliet verklaard. De financiële problemen waren een direct gevolg van het faillissement van V&D en van Scapino; Perry Sport had elf shop-in-shop vestigingen in de gesloten V&D-warenhuizen. De andere winkels bleven voorlopig open doordat uitkeringsinstantie UWV de eerste zes weken de salarissen van het personeel doorbetaalde.
De curator had een doorstart geregeld. Medio maart 2016 werd bekend dat het Britse beursgenoteerde bedrijf JD Sports Fashion het merendeel van de 189 vestigingen van Perry Sport en Aktiesport gaat overnemen. De shop-in-shops en winkels die onvoldoende winstgevend waren, zijn niet overgenomen. JD Sports is eigenaar van een grote keten sportwinkels in het Verenigd Koninkrijk en had destijds 25 winkels in Ierland en 16 in Nederland. In april 2016 was de doorstart van Perry Sport een feit. Sports Unlimited Retail (SUR) werd het moederbedrijf van Perry Sport en Aktiesport.
In 2021 kwam SUR onder de vleugels van de Spaanse Iberian Sports Retail Group (ISRG), ook voor 100% eigendom van JD Sports. ISRG is beter bekend met de verkoop van sportartikelen dan JD Sports zelf, waardoor het Spaanse bedrijf betere kansen heeft om groei en rendement te realiseren. JD Sports blijft wel strategische belangrijke beslissingen nemen voor ISRG.
In 2023 zijn Perry Sport en Aktiesport samengegaan onder de naam 'Sprinter', de handelsnaam van de winkels van ISRG in Spanje en Portugal. De Perry-winkels in Nederland werden vervolgens omgebouwd naar Sprinter. In het najaar van 2023 waren er 27 Sprinter-winkels in Nederland, alle gebouwd op de fundamenten van Perry Sport en Aktiesport. De Perry-webshop werd getransformeerd naar www.sprintersports.com.
In december 2023 ging SUR, het moederbedrijf van Perry Sport, Aktiesport en Sprinter, failliet. De drie winkelketens hadden in Nederland ruim vijftig winkels en meer dan 1000 werknemers. In de afgelopen jaren leden de sportkledingwinkels verliezen. In 2021 ging dat om bijna 9 miljoen euro, maar daarvoor werden ook al verliezen geleden. De curator zocht naar mogelijkheden voor een doorstart.
In januari 2024 maakte de curator bekend dat ongeveer 20 winkels van Sports Unlimited Retail overgingen naar Frasers Group. Dit Britse bedrijf had reeds vijf winkels in Nederland onder de merknamen Sports World en Sports Direct. Op 12 maart 2024 sloten de laatste vestigingen van Perry Sport.

## Monopoly
De straatnamen van de Nederlandse versie van het bordspel Monopoly zijn gebaseerd op vestigingen van Perry. De warenhuisketen importeerde het spel vanaf 1936, aanvankelijk in de Engelse versie. Frederik Verster, directeur van Perry Engros, ontwikkelde de Nederlandstalige versie die in 1940 uitkwam. Hij koos voor de plaatsen waar Perry filialen en magazijnen had: Amsterdam, Rotterdam, Den Haag, Groningen, Utrecht, Haarlem en Arnhem. Een aantal andere populaire winkelstraten in die steden completeerden het geheel, evenals het fictieve 'Ons Dorp'.